# دیگو کنتنتو
دیگو آرماندو والنتین کنتنتو (آلمانی: Diego Armando Valentin Contento؛ زادهٔ ۱ مهٔ ۱۹۹۰) بازیکن فوتبال اهل آلمان است.
وی سابقه عضویت در تیم‌های ملی زیر ۱۷ سال و زیر ۲۰ سال آلمان را دارد.

## افتخارات

### باشگاه
بایرن مونیخ
- بوندس لیگا: ۱۰–۲۰۰۹، ۱۳–۲۰۱۲، ۱۴–۲۰۱۳
- جام حذفی فوتبال آلمان: ۱۰–۲۰۰۹، ۱۳–۲۰۱۲، ۱۴–۲۰۱۳
- سوپر جام فوتبال آلمان: ۲۰۱۰، ۲۰۱۲
- لیگ قهرمانان اروپا: ۱۳–۲۰۱۲
- سوپرجام اروپا: ۲۰۱۳
- جام باشگاه‌های فوتبال جهان: ۲۰۱۳